# Charles De Fernex
Charles Jules De Fernex (Torino, 15 dicembre 1881 – Torino, 30 maggio 1919) è stato un calciatore italiano.

## Biografia
De Fernex aveva cinque fratelli: Oscar, Edoardo, Eugène, Jean, Alys ed Elena.
Eugène e Jean furono suoi compagni di squadra al Torinese.
Era zio del calciatore del Genoa Henri Dapples, membro di una rinomata famiglia di banchieri di Losanna.
Al momento della morte, avvenuta improvvisamente il 30 maggio 1919, era socio della Banca Jean De Fernex, dell'Unione Italiana Cementi, della SNIA e della Società anonima Riccardo Gualino.

### Carriera sportivo
Esordì nella stagione del 1902 nel pareggio per 1-1 contro la Juventus del due marzo 1902. In quel torneo raggiunse con il suo club la semifinale del torneo, da cui fu estromesso dai futuri campioni del Genoa.
La stagione seguente De Fernex con il suo club fu eliminato nella prima eliminatoria piemontese dalla Juventus.
Nella stagione del 1904 De Fernex, di cui però non è attestabile la presenza in campo, fu nuovamente eliminato con i suoi nell'eliminatoria piemontese contro la Juventus.
L'anno seguente il Torinese diede forfait in entrambi gli incontri eliminatori piemontesi contro la Juventus venendo così eliminati. Nel primo incontro tra l'altro fu dato per la contemporanea assenza dei fratelli de Fernex a cui era mancata una zia oltre all'assenza di altri tre giocatori.
Sui tabellini era indicato come De Fernex II.

## Statistiche

### Presenze e reti nei club
| Stagione  | Club     | Campionato | Campionato | Campionato | Campionato |
| Stagione  | Club     | Comp       | Pres       | Reti       |            |
| --------- | -------- | ---------- | ---------- | ---------- | ---------- |
| 1898      | Torinese | CI         | ?          | ?          |            |
| 1899      | Torinese | CI         | ?          | ?          |            |
| 1900      | Torinese | CI         | ?          | ?          |            |
| 1902      | Torinese | CI         | 4          | 0          |            |
| 1902-1903 | Torinese | CI         | 1          | 0          |            |
| 1903-1904 | Torinese | PC         | 1          | 0          |            |
| 1904-1905 | Torinese | PC         | 0          | 0          |            |
| Totale    | Totale   | Totale     | 6+         | 0          |            |